# Nikolai Sergejewitsch Koschljakow
Nikolai Sergejewitsch Koschljakow (russisch Николай Сергеевич Кошляков; * 11. Julijul. / 23. Juli 1891greg. in St. Petersburg; † 23. September 1958 in Moskau) war ein russischer Mathematiker und Hochschullehrer.

## Leben
Koschljakow, Sohn eines hohen Postbeamten, erlernte bereits während des Gymnasiumsbesuchs selbständig die Differential- und Integralrechnung. Er studierte dann an der physikalisch-mathematischen Fakultät der Kaiserlichen Universität St. Petersburg mit Abschluss 1914. Während des Studiums interessierte er sich besonders für Analytische Zahlentheorie und die Arbeiten von Georgi Feodosjewitsch Woronoi. Nach den an der Universität St. Petersburg bestandenen Magisterprüfungen erhielt er eine Stelle als Privatdozent an der Universität Perm, die er bis 1919 wahrnahm. Im Russischen Bürgerkrieg ging er nach Simferopol und lehrte an der Taurischen Universität. Er wurde Dozent und 1922 Professor.
1929 kehrte Koschljakow an die Universität Leningrad zurück und leitete den Lehrstuhl für Allgemeine Mathematik. Dazu leitete er ab 1926 den Lehrstuhl für Höhere Mathematik des Leningrader Elektrotechnik-Instituts. 1933–1936 arbeitete er auch in der mathematischen Abteilung des Leningrader Instituts für Physik und Mathematik der Akademie der Wissenschaften der UdSSR (AN-SSSR), die 1934 das Steklow-Institut für Mathematik wurde. 1933 wurde er zum Korrespondierenden Mitglied der AN-SSSR gewählt. 1936 wurde er auf Vorschlag Godfrey Harold Hardys in die London Mathematical Society aufgenommen.
Außer über Analysis veröffentlichte er auch über analytische Zahlentheorie und Mechanik.
Während der Leningrader Blockade wurde Koschlakow Ende 1941 verhaftet wie auch viele andere Leningrader Wissenschaftler und Universitätsprofessoren. Sie wurden der Bildung einer antisowjetischen Organisation im Juli und August 1941 beschuldigt (Fall 555: Union der altrussischen Intelligenz). Am 13. Januar 1942 verurteilte ihn das Militärtribunal der Leningrader Front zum Tod durch Erschießen. Das Präsidium des Obersten Sowjets wandelte das Urteil in 10 Jahre Lagerhaft um. Koschljakows Frau wurde im Sommer 1942 mit den beiden Söhnen in die Oblast Nowosibirsk evakuiert. Im Lager war Koschljakow aus Gesundheitsgründen von der Arbeit befreit. Sein ältester Sohn Michail Nikolajewitsch Koschljakow konnte ihm 1943, als die Postverbindung möglich wurde, Abzüge seiner letzten Veröffentlichungen und den zweiten Band des Lehrbuchs A Course of modern analysis von Edmund Taylor Whittaker und George Neville Watson zukommen lassen, so dass Koschljakow während der Lagerhaft weiter mathematisch arbeiten konnte. Er schrieb auf einer Sperrholzplatte, die er regelmäßig mit einem Stück Glas säuberte. Seine Arbeit über eine Klasse von durch die verallgemeinerte Riemannsche Differentialgleichung bestimmten transzendenten Funktionen wurde ohne den Namen des Autors im Steklow-Institut begutachtet und erst 1949 unter dem Pseudonym N. S. Sergejew veröffentlicht.
Koschljakows veröffentlichte Arbeiten wurden von Iwan Matwejewitsch Winogradow, Sergei Natanowitsch Bernstein und Juri Wladimirowitsch Linnik sehr geschätzt, die sich für ihn einsetzten. 1944 wurde Koschljakow nach Moskau verlegt, wo er in der theoretischen Abteilung des Konstruktionsbüros SB-1, das spätere NPO Almas, arbeitete. 1951 erhielt er ein halbes Jahr vor dem Ende seiner Haftzeit wieder seine Freiheit und wurde vollständig rehabilitiert. Er arbeitete dort weiter als Laboratoriumsleiter. 1953 erhielt er den Stalinpreis und den Leninorden. 1955 wurde er pensioniert. Er blieb wissenschaftlicher Berater des Unternehmens und Mitglied des Wissenschaftlichen Rates.
Koschljakow starb an intrazerebraler Blutung und wurde auf dem Nowodewitschi-Friedhof begraben.